# Гладий, Григорий Степанович
Григо́рий Степа́нович Глади́й (укр. Григорій Степанович Гладій; род. 4 декабря 1954, Хоростков, Тернопольская область) — советский, украинский и канадский актёр и режиссёр.

## Биография
Родился в 1954 году в Хоросткове на Тернопольщине (УССР). В 1976 году окончил КГИТИ им. И. Карпенко-Карого (класс Б. П. Ставицкого). В 1976—1980 годы служил в Харьковском театре имени Т. Шевченко. в 1980—1983 годы — актёр Киевского молодёжного театра, затем Каунасского государственного драматического театра. В 1985—1990 годы — ведущий актёр театра Анатолия Васильева.
На экране дебютировал в 1973 году в фильме В бой идут одни «старики» в роли летчика. Далее снялся в лентах «От Буга до Вислы», «Такая поздняя, такая теплая осень», «Житие святых сестер», «Возвращение Баттерфляй» и др.
В 1989 году заочно окончил ГИТИС (режиссёрский факультет, мастерская А. Васильева). В 1990 году переехал в Канаду.
С 1990-х годов известен не только как актёр, но также как театральный педагог и режиссёр (например, мюзикл «Дракула: Между любовью и смертью» c Брюно Пельтье в главной роли).
В 2000 году исполнил роль командира УПА генерала Романа Шухевича в биографическом фильме «Непокорённый».
В 2002 году снялся в фильмах «Цена страха» Фил Олден Робинсона (в компании таких актёров, как Бен Аффлек и Морган Фримен) и «Трясина» режиссёра Кима Нгуена. В 2003 году сыграл в американском политическом триллере Проект «Ельцин», посвящённом выборам Президента России в 1996 году.
В 2004 году был одним из ведущих (совместно с Витой Смачелюк) украинского сезона телешоу «Форт Боярд».
В 2006 году исполнил главную роль в фильме «Гадкие лебеди» режиссёра Константина Лопушанского, снятый по мотивам одноимённой фантастико-философской повести братьев Стругацких.
В 2014 году снялся в роли генерала Петрова в супергеройском фильме «Люди Икс: Дни минувшего будущего». В 2015 году сыграл в драме «Запретная комната», а в 2017 году исполнил роль есаула Диброва (Радуслеску) в историческом фильме «Оккупация» по роману Марка Греся «Вариант Маркони» о повстанцах Холодного Яра в период 1920-х годов.

## Личная жизнь
От отношений с актрисой Еленой Кривдой есть дочь Евгения Гладий (род. 7 декабря 1982 года), она тоже актриса.
Свободно говорит на украинском, русском, английском, польском, литовском, французском, немецком и итальянском языках.

## Фильмография
- 1973 — В бой идут одни «старики» — младший лейтенант из 1-й эскадрильи
- 1980 — От Буга до Вислы
- 1980 — Дударики — атаман
- 1981 — Такая поздняя, такая тёплая осень — Михайло Руснак
- 1982 — Возвращение Баттерфляй — Василь Стефаник
- 1982 — Житие святых сестер
- 1982 — Преодоление — Валентин Сергеевич Осинцев
- 1984 — Затерянные в песках
- 1984 — Украденное счастье — Михайло Гурман
- 1985 — Не имеющий чина — Михаил Фрунзе
- 1985 — Зодиак — Микалоюс Константинас Чюрлёнис
- 1986 — Обвиняется свадьба — Максим Петрович, футбольный тренер
- 1986 — Мама, родная, любимая…
- 1987 — Игра хамелеона — Жорж де Валера
- 1987 — Отступник — профессор Миллер
- 1987 — Дон Жуан
- 1987 — Войдите, страждущие! — Авенир Авдеев
- 1988 — Фантастическая история
- 1989 — Сирано де Бержерак — Сирано де Бержерак
- 1990 — «Бесы». Репетирует Анатолий Васильев (документальный)
- 1990 — Прости нас, мачеха Россия — уголовник Губан
- 1990 — Воспоминания без даты/Беглец — Виктор Воронин
- 1990 — Сломанный свет — Марк Евдокимов
- 1990 — Ленинград. Ноябрь — Макс
- 1991 — Пути смерти и ангелы / Halálutak és angyalok — Иштван Шревек
- 1991 — Анна Карамазофф
- 1992 — Урод / La Bete de foire — Боркин
- 1993 — Les Grands procès (сериал), сезон 1, эпизод 4 Fred Rose — М. Гузенко
- 1994 — Агнус Дей / Agnes Dei
- 1994 — Порывы желания / Mouvements du désir — человек у телефона
- 1994 — Миссис Паркер и порочный круг — русский режиссёр
- 1995 — Музыка для декабря — Александр Ларин
- 1995 — Экспресс до Пекина — полицейский капитан
- 1995 — Зоя — Сергей Дягилев
- 1995 — Кунг-фу: Возрождение легенды / Kung Fu: The Legend Continues (сериал; сезон 3, эпизод 16: Cruise Missiles) — Гагов
- 1996 — Идеальный мужчина / L’Homme idéal — Ласло
- 1996 — 10-07: L’affaire Kafka (сериал) — Олег Холодов
- 1996 — Urgence (сериал) — Сергей Фёдоров
- 1996 — Золотоискатели / Chercheurs d’or (сериал) — Prussian handler
- 1997 — Diva (сериал) — Григорий Залнов
- 1997 — Её звали Никита (сериал) сезон 2, эпизод 6 Mandatory Refusal — Дориан Энквист
- 1997 — Тысяча чудес Вселенной — офицер
- 1997 — Двойник — помощник КГБ
- 1997 — The Edge — Серёга и Иисус
- 1997 — Ордер на стриптиз / Strip Search — Хельмут Викс
- 1998 — Истерия / Hysteria — Сид Микер
- 1998 — Пока не грянул гром / Thunder Point — русский солдат
- 1998 — Мушкетеры навсегда / Musketeers Forever — глава русской мафии
- 1998 — Красная скрипка — гардеробщик в Монреале
- 1998 — Что-то органическое / Quelque chose d’organique
- 1999 — Cover Me (сериал) эпизоды 1—6 — Григорий Печорин
- 1999 — Омерта / Omertà — Le dernier des hommes d’honneur (сериал) — Степенков
- 1999 — Бегом домой / Running Home — Tруба
- 1999 — Охотник — Грегори
- 1999 — Лаура Кадье… продолжение / Laura Cadieux… la suite — русский капитан
- 2000 — Непокорённый — Роман Шухевич
- 2000 — Охотник / The Tracker — Григорий / Доставщик № 1
- 2002 — Цена страха — доктор Mилинов
- 2002 — Агент влияния / Agent of Influence — Григорий Алеша
- 2002 — Трясина / Le Marais — Aлександр
- 2003 — Petits mythes urbains (сериал) — Феликс
- 2003 — Последний Чаптер 2: Война продолжается / The Last Chapter II: The War Continues (сериал) эпизоды 1—6 — Icepick
- 2003 — Обратная сторона Луны — переводчик
- 2003 — Проект «Ельцин» — Aндрей Лугов
- 2003 — Бурные приключения Джека Картера / Les Aventures tumultueuses de Jack Carter (сериал) — посол
- 2003 — L’Execution — повар
- 2004 — Изгнанник — Иван
- 2004 — Джек Парадайс / Jack Paradise (Les nuits de Montréal) — Джино O’Коннор
- 2004 — Гладий. Возвращение (документальный)
- 2004 — Казнь / Облики смерти — повар
- 2005 — Quelque Part Dans L’Inacheve — Mилиционер
- 2005 — Последний лучший шанс / Last Best Chance — Дубровский
- 2006 — La Chambre no 13 (сериал) — Фелипе
- 2006 — Спаси меня / Délivrez-moi — Mилан
- 2006 — Гадкие лебеди — Виктор Банев
- 2006 — Точка / The Point — человек в сером авто
- 2006 — Pourquoi le dire?
- 2007 — Морозов — майор Андрей Морозов
- 2008 — Акмэ — архитектор Андрей Васин
- 2008 — Отряд
- 2010 — Наживка / L’appât — Путин
- 2011 — Ночь на закате лета — Патер Лукас
- 2013 — Звезда Диего / Diego Star — Копейкин
- 2013 — Жапплу / Jappeloup
- 2014 — Люди Икс: Дни минувшего будущего — Генерал Петров
- 2014 — Горе Тато / Le Malheur de Tato (короткометражный) — Тато
- 2015 — Запретная комната — Джарвис / Доктор Дин / Муж
- 2015 — 19-2 (сериал) сезон 2, эпизод 9; сезон 3, эпизоды 3—10 — Хозяин болгарского бара; Стэн
- 2016 — Le nom que tu portes (короткометражный) — Отец
- 2017 — Оккупация / Предатель — Есаул Диброва (Радулеску)
- 2017 — Gear — Роман
- 2018 — Mensonges (сериал) сезон 4, 2 эпизода — Дмитрий Раскольников

## Награды
- 1988 — Международный кинофестиваль в Каталонии (Приз за лучшую мужскую роль, фильм «Отступник»)